# Thailand i olympiska sommarspelen 1956
Thailand deltog med 35 deltagare vid de olympiska sommarspelen 1956 i Melbourne. Ingen av landets deltagare erövrade någon medalj.